# Padre Pio (2022)
Padre Pio é um filme de drama biográfico ítalo-alemão, dirigido por Abel Ferrara e estrelado por Shia LaBeouf como o personagem-titular.
Lançado no Festival de Veneza 2022, fala sobre a história do padre católico e santo Pio de Pietrelcina.

## Enredo
Em 1920, os veteranos italianos da Primeira Guerra Mundial regressaram às suas aldeias empobrecidas. Padre Pio (Shia LaBeouf) chega em San Giovanni Rotondo depois de viver vários anos com sua família em Pietrelcina. Embora ainda doente, ele continua a ser atentado por Satanás. Satanás revela-se como o instigador da guerra e dos problemas sociopolíticos de San Giovanni. Embora tenha pouco contato com o povo, Padre Pio aprende o que os pobres estão sofrendo no Sacramento da Confissão e na Santa Missa, como quando um aleijado volta a andar por causa da oração de Padre Pio. Além dos efeitos da guerra, com trabalhadores morrendo devido aos efeitos posteriores do gás mostarda, mortes por inadequação médica de familiares e condições de saúde, eles sofrem com proprietários de terras ricos e corruptos, como Gerardo (Marco Leonardi), um anti-socialista militar que ameaça matar qualquer trabalhador que esteja em suas terras. Muitos deles ingressam no partido socialista como forma de melhorar de vida. No entanto, depois de vencerem as primeiras eleições livres em San Giovanni, vários deles são massacrados pelas forças de Gerardo. Padre Pio pede a Deus que se torne um servo sofredor para todos eles. Ele recebe as feridas de Jesus Cristo. Os estigmas interrompem a influência de Satanás em San Giovanni Rotondo.

## Ligação externa
- Padre Pio. no IMDb.